# Aeroportul Internațional Bandar Abbas
Aeroportul Internațional Bandar Abbas (IATA: BND, ICAO: OIKB) este un aeroport din Bandar Abbas, Central District⁠(d), Bandar Abbas County⁠(d), Hormozgan Province⁠(d), Iran ce deservește zona Bandar Abbas. Aeroportul a fost tranzitat în 2019 de 1.217.821 de pasageri. A fost deschis în 1971 și numit după zona deservită.
Situat la o altitudine de 7 m, aeroportul dispune de o singură pistă. Este operat de Iranian Airports Holding Company⁠(d).